# إسفنديار زارنيغار
إسفنديار زارنيغار (مواليد 24 مايو 1942) هو مبارز بالسيف إيراني، مثّل بلاده في الألعاب الأولمبية الصيفية 1976.

## روابط خارجية
إسفنديار زارنيغار على موقع أوليمبيديا (الإنجليزية)